# Lasse Lindh
Lars "Lasse" Ola Lindh (27 de marzo de 1974), conocido artísticamente como Lasse Lindh, es un cantautor de música pop indie sueco.

## Biografía
Lindh creció en Härnösand, y luego se trasladó a Estocolmo. Después de su gran éxito en Corea del sur, decidió trasladarse allí en el otoño de 2009.

## Carrera
Su álbum debut, Bra, salió en el EMI de 1998, y contó con tres sencillos en Suecia. Lindh empezó a cantar en inglés para su segundo álbum, You Wake Up at Sea Tac (el título es una referencia a una línea de la película el Club de la pelea ), que fue lanzado en el 2002. 
La relación del cantante con Corea del Sur se remonta a 2006 cuando sus canciones "The Stuff" y "C'mon Through" fueron utilizadas en la serie de MBC Soulmate.  En 2014, su canción "Run To You" fue utilizada en el drama, Ojos de Ángel y en 2016-2017, su canción "Hush" fue utilizada en la serie surcoreana Goblin. Su más reciente álbum vuelve a sueco.
Lindh ha contribuido con su voz en las grabaciones de sus compañeros de agencia Club 8.

## Álbumes
- Bra (EMI, 1998)
- You Wake Up at Sea Tac (Hidden Agenda Records, 2002)
- Lasse Lindh (2005)
- Attica EP (2006)
- Jag Tyckte Jag Var Glad (Groover Recordings, 2007)
- When You Grow Old... Your Heart Dies (2007)
- Pool (2008)
- Sparks (2009)
- The Tiger with No Stripes (2011)

## Sencillos
- Svenska hjärtan (2005)
- Sommarens sista smak   (2005)
- Radios spelar aldrig våran sång (2006)
- Du skär (2006)
- Varje litet steg (2007)
- Ingen vind kan blåsa omkull oss nu (2007)
- Du behöver aldrig mer vara rädd  (2008)
- Kom kampsång (con Timo Räisänen) (2008)
- 할로, 서울(Hallo, Seoul)  (2011)
- I Could Give You Love, OST.  I Need Romance (2012)
- Run To You Angel Eyes (2014)
- Because I, OST. Bubble Gum (풍선껌) (2015)
- Hush, OST. Guardian: The Lonely and Great God (도깨비) (2016)

### Banda sonora
| Título              | Año  | Posición en las listas | Ventas(DL)      | Álbum      |
| Título              | Año  | KORGaon                | Ventas(DL)      | Álbum      |
| ------------------- | ---- | ---------------------- | --------------- | ---------- |
| "Hush"(Lasse Lindh) | 2016 | 6                      | - KOR: 745,412+ | Goblin OST |